# 米川千嘉子
米川 千嘉子（よねかわ ちかこ、1959年10月29日 - ）は、日本の歌人。

## 人物
千葉県野田市生まれ。千葉県立東葛飾高等学校、早稲田大学第一文学部日本文学科卒業、早稲田大学国語国文学専攻科修了。
大学在学中に武川忠一が顧問を務める「短歌研究会」に所属し、内藤明、島田修三、小島ゆかりらと活動した。1979年、短歌結社「かりん」に入会し馬場あき子に師事。「慎重、丁寧な心づかいから生れる物言いに柔軟さと芯の強さをみせる歌人」「一つの歌材に対して深く思い入り、時間をかけて自分のものにするところに信頼がもてる」とは、その馬場による米川評である。
毎日新聞、信濃毎日新聞他歌壇選者。短歌研究新人賞、現代短歌新人賞選考委員。「かりん」編集委員。現代歌人協会、日本文藝家協会、日本歌人クラブ各会員。
夫は同じく歌人の坂井修一。また日本画家の後藤純男は叔父にあたる。

## 略歴
- 1959年、千葉県野田市に生まれる。
- 1978年、千葉県立東葛飾高等学校卒業。
- 1979年、短歌結社「かりん」入会。
- 1982年、早稲田大学第一文学部日本文学科卒業。
- 1983年、早稲田大学国語国文学専攻科修了。第3回かりん賞受賞
- 1985年、「夏樫の素描」で第31回角川短歌賞受賞（同年の次席は俵万智「野球ゲーム」）。
- 1989年、歌集『夏空の櫂』で第33回現代歌人協会賞を受賞。
- 1994年、歌集『一夏』で第4回河野愛子賞を受賞。
- 2005年、歌集『瀧と流星』で第9回若山牧水賞、第3回茨城県歌人協会賞を受賞。
- 2008年、歌集『衝立の絵の乙女』で第8回山本健吉文学賞を受賞。
- 2009年、NHK短歌講師（～2010年度まで）、信濃毎日新聞選者となる。
- 2010年、「三崎の棕櫚の木」で第46回短歌研究賞受賞、毎日新聞歌壇選者となる。
- 2013年、歌集『あやはべる』で第47回迢空賞を受賞。
- 2016年、歌集『吹雪の水族館』で第8回小野市詩歌文学賞を受賞。

## 歌集・歌書
- 第一歌集『夏空の櫂』砂子屋書房 1988年
- 『和歌の読み方』岩波書店 1989年(馬場あき子との共著)
- 『イラスト古典　万葉集』学習研究社 1992年(里中満智子との共著)
- 第二歌集『一夏』河出書房新社 1993年
- 『四季のことば100話』岩波書店 1994年
- 第三歌集『たましひに着る服なくて』砂子屋書房 1998年
- 第四歌集『一葉の井戸』 雁書館2001年
- 『ちびまる子ちゃんの暗誦百人一首』集英社 2003年(さくらももことの共著)
- 第五歌集『滝と流星』短歌研究社 2004年
- 第六歌集『衝立の絵の乙女』角川書店 2007年
- 『親子で楽しむこども短歌教室』三省堂 2009年
- 選集『現代短歌文庫　米川千嘉子歌集』砂子屋書房 2011年
- 選集『現代短歌文庫　続米川千嘉子歌集』砂子屋書房 2011年
- 第七歌集『あやはべる』短歌研究社 2012年
- 第八歌集『吹雪の水族館』角川文化振興財団 2015年
- 第九歌集『牡丹の伯母』砂子屋書房 2018年
- 第十歌集　『雪岱が描いた夜』本阿弥書店 2022年